# Nicolosa Sanuti
Nicolosa Sanuti (nata Castellani) (Sasso Marconi, XV sec. – Bologna, 1505) è stata una nobildonna italiana, moglie di Nicolò Sanuti, primo conte della  Porretta.

## Biografia
Nicolosa Sanuti era figlia di Antonio Castellani, un notaio, e Margherita Franchini.
Dopo il matrimonio con Nicolò Sanuti diventò titolare di un vastissimo patrimonio fondiario. I possedimenti più numerosi erano lungo la Valle del Reno, in particolare a Fontana, dove i Sanuti fecero costruire il palazzo che fu la loro residenza e ancora porta il loro nome, Palazzo Sanuti.
Nel 1400 non erano una novità le leggi suntuarie che limitavano il lusso nella moda maschile e femminile. Nel 1453 il cardinal Bessarione emanò le proprie leggi suntuarie particolarmente restrittive soprattutto nei confronti delle donne.
In risposta, Nicolosa Sanuti scrive al cardinale (in latino perfetto) un'orazione contro la sua politica, nella quale sottolinea l'ingiustizia di dover obbligare le bolognesi ad adottare costumi diversi e più modesti di quelli di tutte le altre italiane. Puntualizza anche che alle donne risulta intollerabile che si voglia loro togliere i vestiti simbolo della femminilità, dal momento che è già loro impedito di indossare gli abiti dei magistrati, dei militi e dei sacerdoti.
L'orazione fu non solo una delle poche concepito da una donna, ma anche l'unica che contestò gli assunti teorici alla base delle leggi suntuarie.
L'orazione è conosciuta con il nome di Orazione per la restituzione de' vani ornamenti.
La reazione di Bologna fu forte. Il cardinal Bessarione lasciò l'orazione senza risposta. Il canonico Matteo Bosso mise in dubbio l'identità dell'autrice ritenendola incapace di tanta determinazione.
Nicolosa Sanuti morì a Bologna nel 1505.
Fu l'amante del signore di Bologna Sante Bentivoglio.

### I matrimoni e figli
Nel 1451 sposò Nicolò Sanuti, primo conte della  Porretta.
La coppia non ebbe figli.